# Торочков, Иван Михайлович
Иван Михайлович Торочков — советский государственный и политический деятель.

## Биография
Родился в 1902 году в Пустошке. Член ВКП(б).
С 1917 г. работал на ткацкой фабрике. В 1922—1923 служил в ЧОН.
Окончил Костромскую губсовпартшколу (1924) и рабфак (1926). В 1926—1928 председатель правления Яковлевского сельскохозяйственного товарищества. В 1928—1932 студент Московского транспортно-технического института.
- 1932—1933 инженер транспортной секции в Народном Комиссариате тяжёлой промышленности СССР
- 1933—1936 заместитель начальника, затем начальник железнодорожного узла Макеевского металлургического завода,
- 1936—1938 начальник железнодорожного узла на Магнитогорском металлургическом комбинате
- февраль 1938 — февраль 1939 начальник сектора эксплуатации транспортного отдела Наркомата машиностроения СССР,
- февраль-октябрь 1939 и. о. начальника транспортного отдела Наркомата машиностроения СССР,
- 1939—1943 заместитель начальника Главного транспортного управления Наркомата нефтяной промышленности СССР.
- 1943-1946 начальник Главного товарнотранспортного управления (ГТТУ) Наркомнефти СССР.
- 1946-1949 в той же должности в Министерстве нефтяной промышленности восточных районов СССР.
- 1949-1953 начальник ГТТУ и член Коллегии Министерства нефтяной промышленности СССР,
- 1953-1957 первый заместитель начальника Главнефтесбыта МНП СССР.
- июнь 1957 - апрель 1958 главный инженер – заместитель начальника Главнефтесбыта при Госплане СССР
- апрель 1958 - сентябрь 1959 начальник Главного управления по снабжению и сбыту нефти и нефтепродуктов «Росглавнефтеснабсбыт» при Госплане РСФСР.
- 1959-1978 начальник Главного управления по транспорту и снабжению нефтью и нефтепродуктами при Совете Министров РСФСР (Главнефтеснаб РСФСР).

В период его руководства Главнефтеснабом РСФСР были построены десятки магистральных нефтепроводов.
С мая 1978 г. на пенсии.
Избирался депутатом Верховного Совета РСФСР 7-го, 8-го созывов.
Заслуженный работник нефтяной и газовой промышленности РСФСР. Почётный гражданин города Костромы. Награды — три ордена Ленина, три ордена Трудового Красного Знамени, орден «Знак Почёта» и многие медали.
Умер 9 января 1985 года. Похоронен на Введенском кладбище (4 уч.).